# Валам-Олум
«Валам-Олум», «Уалам-олум» (англ. Walam Olum, англ. Walum Olum) — идеографические иероглифы, относящиеся к племенной хронике, состоящие из пяти берестяных панелей ленни-ленапе (делаваров), индейского племени с северо-востока США.
Согласно этой хронике их племени, которая начинается с сотворения мира, ленни-ленапе однажды переселились из Сибири через Северную Америку в свои традиционные жилые районы на побережье Атлантического океана. Есть предположение, что оригинал состоял из деревянных табличек с идеографическими изображениями, рассказывающими историю и переселение племени ленни-ленапе. Описательные тексты на языке ленапе из другого источника.

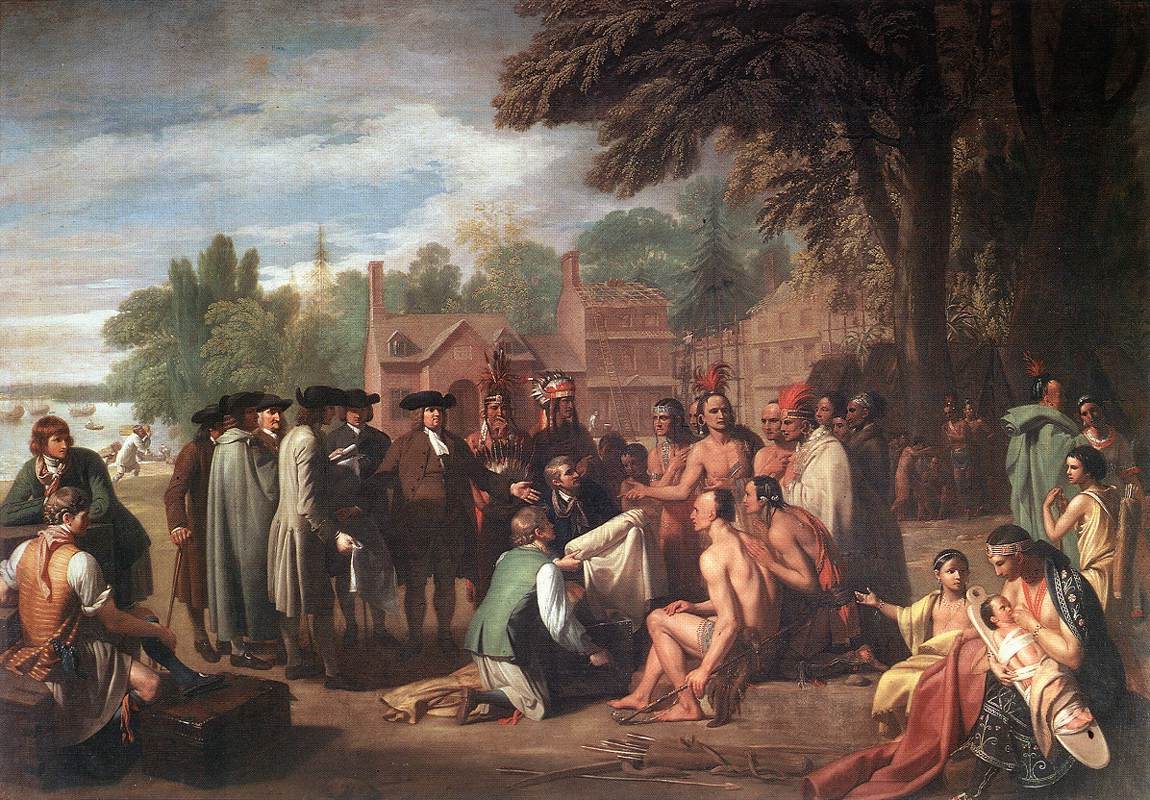
Договор Ренна с делаварами

## Книга Рафинеска
В 1836 году была опубликована книга Константина Рафинеска (1783—1840) под названием «Американские нации», в которой он расшифровал красную графическую письменность ленни-ленапе и предоставил английский перевод текста ленапе. Американский ученый родился в Галате (Турция), его мать — немка и отец — француз. Он был необычным человеком. Рафинеск внес особый вклад в исследование письменности майя . Он утверждал, что деревянные бляшки были изготовлены доктором Уордом из Индианы, который якобы получил от ленапе в 1820 году в обмен на лечение. Два года спустя описание идеограмм на языке ленапе появилось из второго источника. Перевод Рафинеска 183 стихов составил менее 3000 слов. В оригинальной рукописи, находящейся сейчас в Пенсильванском университете, идеограммы и оригинальные пояснительные тексты появляются на языке ленапе вместе с английским переводом.

## История
«Уалам-олум» содержит историю сотворения мира, Потопа и серии миграций, которые, согласно Рафинеску, начинаются в Азии. Рядом с ним появляется длинный список руководителей, которые предположительно несут ответственность за содержание и которые жили до 1600 года. Согласно традиционной истории ленапе, их родиной была территория, где встречаются современные штаты Нью-Йорк, Пенсильвания и Нью-Джерси, то есть север Нью-Джерси, юго-восток Нью-Йорка и восток Пенсильвании. Однако другие ленапе, знающие «Уалам-олум», верят в содержание этой истории.
Несмотря на сомнительное происхождение и исчезнувшие оригинальные таблички, «Уалам-олум» на протяжении многих лет описывался историками, антропологами и археологами как подлинник. Уважаемый американский археолог Эфраим Скуайер первым переиздал текст в 1849 году. За ним последовало большое количество ведущих ученых, изучавших «Уалам-олум». Известный этнолог Дэниел Гаррисон Бринтон опубликовал новый перевод текста в 1885 году. В 1954 году группа ученых из различных дисциплин даже опубликовала перевод с комментариями, за которым последовали переводы и комментарии на других языках.

## Критика
Лишь небольшая часть экспертов была подозрительна и долго сомневалась в подлинности «Уалам-олума». Еще в 1849 году Генри Роу Скулкрафт написал Эфраиму Скуайеру, что считает этот документ, возможной подделкой. В 1952 году археолог Джеймс Беннетт Гриффин публично возобновил свои сомнения по поводу его подлинности: он не доверял «Уалам-олуму». Историк Уильям А. Хантер также считал этот текст подделкой. В 1954 году археолог Джон Г. Уиттофт обнаружил языковые и текстовые несоответствия, но ему не удалось убедить своих коллег в том, что текст был подделан. В результате Виттхофт объявил о проекте Walam Olum в Journal of American Linguistics в 1955 году. Но этот проект, видимо, так и не был реализован.
Однако его исследование в конечном итоге привело к очевидным расхождениям. Например, Виттхофт обнаружил, что Рафинеск собрал описательные стихи из текстов Ленапе, которые уже были напечатаны. В 1990-х годах некоторые ученые пришли к выводу, что «Уалам-олум» был хорошо сделанной подделкой . Стивен Уильямс резюмировал доказательства против подлинности документа в публикации 1991 года и поставил его в один ряд со многими другими археологическими подделками.
Герберт К. Крафт, эксперт по ленапе, также давно подозревал, что этот документ является подделкой. Крафт обнаружил несоответствия с археологическими исследованиями и процитировал полевой эксперимент 1985 года среди ленапе, в ходе которого этнологи Дэвид М. Острайхер и Джеймс Рементер обнаружили, что традиционные ленапе никогда не слышали об этом документе.
Несмотря на разоблачения Виттхофта и сомнения других ученых, доказательств оказалось недостаточно, чтобы доказать подделку. В 1994 году Дэвид М. Острайхер опубликовал книгу под названием «Разоблачение „Уалам-олума“: Мистификация XIX века» . В нем он пытался доказать, что Рафинеск умело заимствовал тексты из языка ленапе, которые ранее были опубликованы Американским философским обществом. Кроме того, идеограммы представляют собой изображения из публикаций о культурах Египта, Китая и майя. Острайхер также подозревал, что тексты представляют собой конгломерат из разных источников и разных культур. Мотивом Рафинеска для этого подлога были победа в Международной премия Волне в Париже, а также доказательство своей теории индейского населения Америки. Резюме откровений Остерайхера являются последней работой Герберта C. Крафта «Наследие ленапе/делаваров: 10000 г. до н. э. — 2000 г. н. э.».
Хотя Острайхер убедительно доказал, что «Уалам-олум» не является подлинной исторической традицией и был создан кем-то, кто имел лишь ограниченное знание языка ленапе, он не смог доказать подделку лично Рафинеска. Вполне возможно, сам Рафинеск стал жертвой мистификации. Во время своего пребывания в Кентукки Рафинеск часто становился объектом грубых шуток. Примером этого являются мифические птицы и рыбы, изобретенные для него Джоном Джеймсом Одюбоном для публикации в качестве научных открытий. Также маловероятно, что Рафинеск пожертвовал бы десятью годами своей жизни, чтобы расшифровать «Уалам-олум», если бы он подделал его. И, конечно, он в своем «Prix Volney Essay» (эссе 1835 года) ссылался бы на него, если бы он знал содержание в то время, потому что предметом конкурса были языки алгонкинов, в том числе ленапе.